# Robert McNamara
Robert (Bob) Strange McNamara (San Francisco (Californië), 9 juni 1916 - Washington D.C., 6 juli 2009) was een Amerikaans politicus van de Republikeinse Partij en bestuurder. Hij was minister van Defensie van 1961 tot 1968 onder de Democratische presidenten John F. Kennedy en Lyndon B. Johnson.
McNamara was van 1960 tot 1961 de bestuursvoorzitter van de Ford Motor Company. Na zijn termijn als minister van Defensie was hij van 1968 tot 1981 de president van de Wereldbank.

## Afkomst
Zijn vader was een zoon van Ierse immigranten en een verkoper in een groothandel voor schoenen. Zijn moeder heette Strange met haar geboortenaam, een achternaam die ook in die van McNamara voorkomt. Zijn naam schreef hij normaal gesproken als Robert S. McNamara.

## Opleiding en diensttijd
McNamara studeerde in 1937 af aan de Universiteit van Californië in economie, filosofie en wiskunde. Daarna studeerde hij aan de Harvard Graduate School of Business Administration. In 1939 studeerde hij af. Een jaar later accepteerde hij bij dezelfde school een baan als junior faculteitslid. 
Na de Japanse aanval op Pearl Harbor werd McNamara gevraagd les te geven over het verzamelen van statistische oorlog gegevens. Aanvang 1943 nam hij het aanbod aan om als civiel consultant te gaan werken voor de in Engeland pas opgerichte United States Eight Air Force. Ook daar zou hij zich bezighouden met het verzamelen van statistische gegevens. Het vliegtuig waarmee hij bij aanvang van zijn dienstbetrekking naar het Verenigd Koninkrijk vloog, stortte op de volgende vlucht neer. McNamara diende in Engeland, Kansas, India, China, Washington D.C., de Stille Oceaan en Ohio. In januari 1946 zwaaide hij af als luitenant-kolonel. Voor zijn werkzaamheden werd hij onderscheiden met het Legioen van Verdienste.

## Ford Motor Company
Daarna begon hij bij de Ford Motor Company waar op opviel door zijn intelligentie en ijver. Hij was de drijvende kracht achter de ontwikkeling van de Falcon, een voor Amerikaanse begrippen kleine auto, en propageerde de vervormbare stuurkolom en de veiligheidsgordel in auto's. In november 1960 werd hij president van Ford, de op een na hoogste positie binnen het concern. Henry Ford II bleef als voorzitter aan. McNamara was de eerste persoon van buiten de familie Ford die deze functie bekleedde. Een maand later werd hij, op 45-jarige leeftijd, gevraagd om minister van Financiën te worden. Hij weigerde onmiddellijk.

## Minister van Defensie
Enige tijd later en na aarzeling accepteerde hij wel het ministerschap voor Defensie, een functie die hij vervulde van 21 januari 1961 tot en met 29 februari 1968. Hij diende onder de presidenten John F. Kennedy en Lyndon B. Johnson en maakte de Cubacrisis en de Vietnamoorlog mee.

### Cubacrisis
De eerste beproeving van McNamara kwam het jaar na zijn aantreden. In 1962 leek de wereld op de rand van een kernoorlog te staan tijdens de Cubacrisis door de aanwezigheid van Russische raketten op Cuba. Veel later, in 2003, noemde McNamara het puur geluk dat een kernoorlog kon worden voorkomen.

### Vietnam
McNamara wilde – geheel conform de Amerikaanse tijdgeest – de invloed van het communisme bedwingen. Toen hij aantrad als minister van Defensie was de Vietnamoorlog al gaande. Onder McNamara nam het aantal Amerikanen in Vietnam toe van 1000 militaire adviseurs in 1961 tot een half miljoen soldaten in 1968.
Na Kennedy's dood bleef McNamara als minister aan in de regering-Johnson. Johnson vond dat betrokkenheid bij het Vietnamconflict nodig was om te voorkomen dat Zuidoost-Azië in de communistische invloedssfeer zou komen. Met mathematische precisie – McNamara was bezeten van cijfers en statistieken – hield hij jarenlang vol dat de Verenigde Staten aan de winnende hand was. De weerstand tegen de Vietnamoorlog nam in de VS toe en dat kon McNamara met zijn cijfers niet tegenhouden. Voor veel Amerikanen was en bleef McNamara het symbool van een mislukte en onnodige oorlog.

#### Vietnam Study Task Force en de Pentagon Papers
McNamara richtte op 17 juni 1967 de Vietnam Study Task Force op, met de bedoeling een encyclopedische geschiedenis van de Vietnamoorlog te schrijven. Hiervoor gebruikte hij geen historici van het departement, maar koos zijn assistent McNaughton, diens assistent Halperin en ambtenaar van Defensie Gelb om het project te leiden. Zesendertig analisten, van wie de helft militaire officieren in dienst en de rest academici en civiel personeel bij het ministerie, werkten aan het rapport. McNamara verliet Defensie in februari 1968 en zijn opvolger Clark Clifford ontving het uitgewerkte rapport op 15 januari 1969.
Het rapport telde 3000 bladzijden met historische analyses en 4000 pagina's met oorspronkelijke overheidsdocumenten in 47 delen. Het was als Top Secret - Sensitive aangeduid. Sensitive betekende dat publicatie de overheid in verlegenheid zou brengen, aangezien de documenten aantoonden dat verscheidene regeringen hadden gelogen over de Vietnamoorlog. Er werden vijftien kopieën gemaakt; de RAND Corporation, een Amerikaanse denktank, ontving er twee van. Uiteindelijk zou analist Daniel Ellsberg de documenten in het geheim kopiëren en naar de pers lekken. Hierna kwamen ze bekend te staan als de Pentagon Papers.
In 1968 trad McNamara af, zijn vrijwillige vertrek had te maken met de toenemende kritiek op de Amerikaanse aanwezigheid in Vietnam. Hij werd onderscheiden met de normaal aan militairen voorbehouden Army Distinguished Service Medal.

## Wereldbank
Na zijn carrière als minister was hij van 1968 tot 1981 voorzitter van de Wereldbank. McNamara noemde zijn belangrijkste doel sindsdien 'het bestrijden van armoede in de wereld'. Vaak werd hem gevraagd of hij de armoede wilde bestrijden om 'de ellende van Vietnam goed te maken', dit ontkende hij echter.
In zijn dertien jaar bij de Wereldbank introduceerde hij belangrijke veranderingen, met name de verschuiving van het economische ontwikkelingsbeleid van de Wereldbank naar gerichte armoedebestrijding. De focus van ontwikkeling lag op industrialisatie en infrastructuur. Armoede werd ook opnieuw gedefinieerd als een toestand waarmee mensen in plaats van landen te maken hebben. McNamara zocht en kreeg meer geld om kredieten te geven voor ontwikkeling, in de vorm van gezondheids-, voedsel- en onderwijsprojecten. Hij benadrukte ook familieplanning, omdat de bevolkingsgroei de voordelen van economische groei maar dan per hoofd van de bevolking teniet doet. Hij kwam ook op voor de herverdeling van geld en middelen, in 1972 zei hij in zijn speech op een conferentie van de Verenigde Naties in Stockholm: "De ontwikkelde landen zijn niet resoluut genoeg in beweging om de grove onevenwichtigheid tussen hun eigen weelde en de armoede van de minder bevoorrechte landen te verminderen". Hij introduceerde ook nieuwe methoden om de effectiviteit van gefinancierde projecten te evalueren. In zijn tijd bij de bank nam het aantal medewerkers fors toe, naast economen kwamen er ook deskundigen op het gebied van landbouw en gezondheidszorg, en ook de bureaucratie,

## Terugblik
In 1995 doorbrak hij op 79-jarige leeftijd zijn zwijgen over Vietnam. Hij schreef het boek In Retrospect, waarin hij toegaf dat de Verenigde Staten destijds een waslijst aan fouten hadden gemaakt in Vietnam. 'Met externe militaire kracht kan een mislukte staat niet opgebouwd worden', zei McNamara in 1996. In de Amerikaanse tv-documentaire uit 2003, The Fog of War: Eleven Lessons from the Life of Robert S. McNamara, blikte McNamara terug op zijn gehele carrière in de oorlogvoering.

## Overlijden
Robert S. McNamara, die al langere tijd met gezondheidsproblemen kampte, overleed op 6 juli 2009 op 93-jarige leeftijd in zijn slaap in zijn woning in Washington.

## Onderscheidingen
In 1983 ontving hij de Four Freedoms Award voor vrijwaring van gebrek.

## Boeken
- (en)  McNamara, Robert S. Blundering into Disaster - Surviving the First Century of the Nuclear Age (1986) ISBN 9780394558509
- (en)  McNamara, Robert S. In Retrospect - The Tragedy and Lessons of Vietnam (1996) ISBN 9780679767497

- Bibsys: 90146351
- Biblioteca Nacional de España: XX1351547
- Bibliothèque nationale de France: cb120682098 (data)
- Catàleg d'autoritats de noms i títols de Catalunya: 981058513765106706
- CiNii: DA00544982
- Gemeinsame Normdatei: 118892347
- International Standard Name Identifier: 0000 0001 0931 4637
- Library of Congress Control Number: n50012933
- MusicBrainz: 8ba30d81-94f5-4d8c-a8c5-6ffea84e9eb5
- National Archives and Records Administration: 10580500
- Bibliotheek van het Japanse parlement: 00449572
- Nationale Bibliotheek van Tsjechië: skuk0004028
- Nationale bibliotheek van Australië: 35343204
- Nationale Bibliotheek van Israël: 987007299204505171
- Nationale Bibliotheek van Polen: a0000001932303
- Nederlandse Thesaurus van Auteursnamen: 068266847
- Istituto Centrale per il Catalogo Unico: MILV019087
- LIBRIS: 194615
- SNAC: w69p30d1
- Système universitaire de documentation: 028953142
- Trove: 918826
- Virtual International Authority File: 108509873
- WorldCat: E39PBJg4qp8jCKRgBDHVFRFdwC